# Olivia (Antoon)
Olivia is een lied van de Nederlandse zanger Antoon. Het werd in 2022 als single uitgebracht en stond in hetzelfde jaar op de gelijknamige ep. In 2023 stond het als twaalfde track op het album Engel.

## Achtergrond
Olivia is geschreven door Valentijn Verkerk, Brahim Fouradi, Kevin Bosch en Carlos Vrolijk en geproduceerd door Antoon en Project Money. Het is een lied uit het genre nederpop. In het lied zingt de liedverteller over een vrouw, genaamd Olivia, waarmee hij eerst mee was, maar waarmee de relatie is verbroken. Hij vertelt aan haar waarom zij toch wel bij hem moet zijn en dat ze hem niet moet vergeten. De zanger vertelde in een interview dat het nummer niet over zijn eigen ex ging. Over het tot stand komen van het lied vertelde Antoon dat de akkoorden en tekst snel waren gemaakt tijdens een schrijfsessie met Fouradi, waarna hij zelf er een trap-beat bij heeft gemaakt.
Het lied werd als single uitgebracht als voorloper van een gelijknamige ep die de zanger een week later op de markt bracht. Op deze ep waren naast Olivia de nummers Centraal Station en Remedy met respectievelijk Bilal Wahib en Josylvio te vinden. Mede door de samenwerking op de andere twee nummers van de ep waren beide artiesten ook te zien in de videoclip van Olivia. De single heeft in Nederland de platinastatus.

## Hitnoteringen
De artiest had groot succes met het lied in de Nederlandse hitlijsten. In de Single Top 100 piekte het op de eerste plaats, waarop het twee weken te vinden was. In totaal stond het 25 weken in de lijst. Het kwam tot de vijfde plek van de Top 40 en was elf weken in deze hitlijst te vinden. 